# Hrip, Satu Mare
Hrip (în maghiară Hirip) este un sat în comuna Păulești din județul Satu Mare, Transilvania, România. Este situat pe DJ193D.

 Acest articol despre o localitate din județul Satu Mare este deocamdată un ciot. Puteți ajuta Wikipedia prin completarea lui.